# Stazione di Shinjō
La Stazione di Shinjō (新庄駅?, Shinjō-eki) è una stazione ferroviaria di Shinjō, nella prefettura di Yamagata nella regione del Tōhoku. La stazione è l'attuale capolinea dello Yamagata Shinkansen e dista 421 km da Tokyo.

## Linee
- East Japan Railway Company
  - ■ Yamagata Shinkansen
  - ■ Linea principale Ōu
  - ■ Linea Rikuu est
  - ■ Linea Rikuu ovest